# Axel Klinckowström

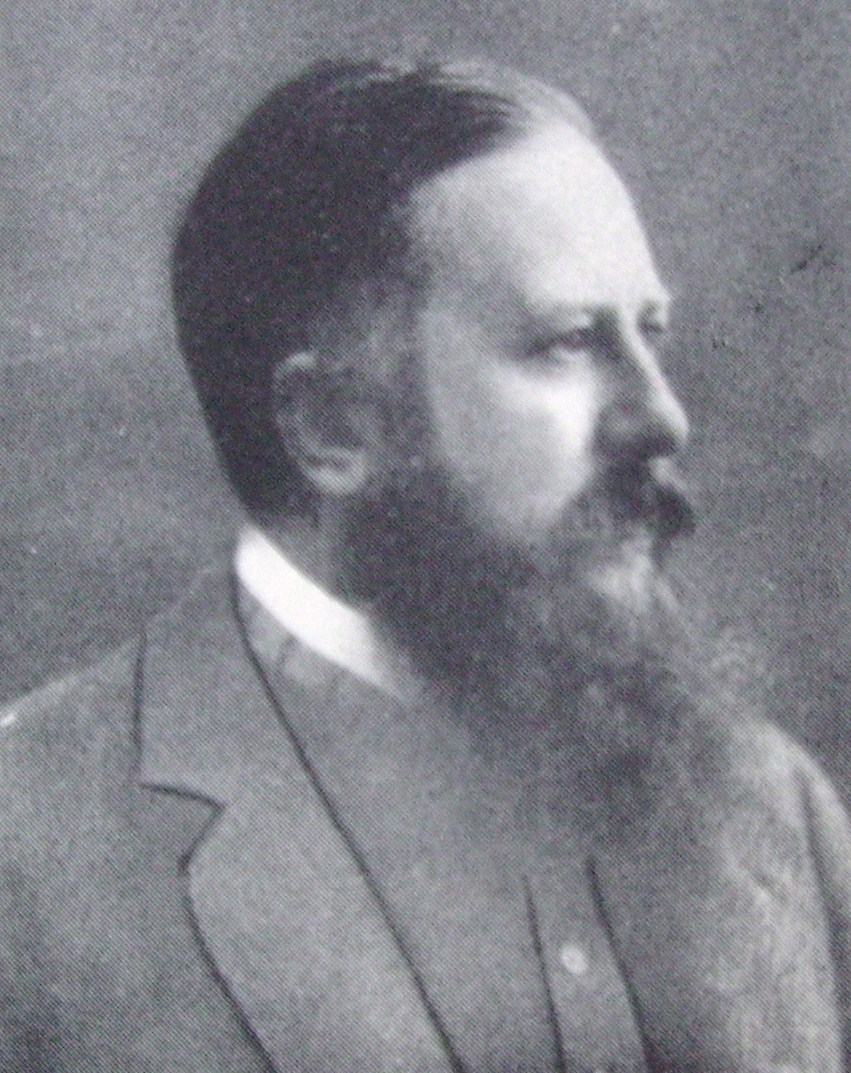
Axel Klinckowström

Baron Axel Alexander Camille Rudolf Emanuel Klinckowström (* 24. Dezember 1867 in Darmstadt; † 12. Mai 1936 in Stafsund, Ekerö, Schweden) war ein schwedischer Zoologe, Forschungsreisender und Schriftsteller. Er schrieb auch unter den Pseudonymen Klinckan und Taxbaron.

## Leben und Wirken

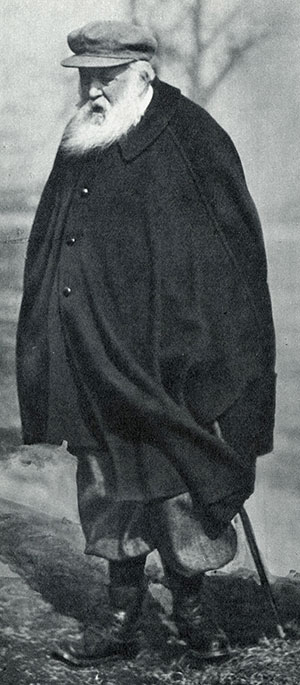
Axel Klinckowström im Jahr 1933

Axel Klinckowström war der einzige Sohn des Militärs und Politikers Rudolf Mauritz Klinckowström (1816–1902) und dessen Ehefrau Marie Franziska Emilia, geborene Labenska (1832–1907). Er legte seine Reifeprüfung im Frühjahr 1887 an der Beskowschen Schule (Beskowska skolan) in Stockholm ab und besuchte zunächst auf Wunsch seines Vaters die Ultuna-Landwirtschaftshochschule (Ultuna Lantbrukshögskolan), einen Vorläufer der heutigen Schwedischen Universität für Agrarwissenschaften. Von 1888 bis 1894 studierte er Zoologie an der Universität Stockholm, wo er ein Schüler Wilhelm Leches (1850–1927) war. Schon während seines Studiums führte er 1890 mit Gustaf Nordenskiöld (1868–1895) und Johan Björling eine vom Mäzen Oscar Dickson finanzierte Expedition nach Spitzbergen durch. Wichtige Funde waren die Fossilien von Pflanzen aus dem Miozän, die anschließend von Alfred Gabriel Nathorst bearbeitet wurden. 1891 finanzierte ihm seine Großmutter eine Reise nach Surinam, wo er ein halbes Jahr lang die tropische Fauna studierte und zoologische und ethnografische Sammlungen anlegte. Da seine Universität noch kein Promotionsrecht besaß, ging Klinckowström 1894 nach Würzburg und wurde am 9. März 1895 an der dortigen Universität zum Dr. phil. promoviert. In seiner Dissertationsschrift beschäftigte er sich mit der Anatomie der Zahnarmen. Am 16. November 1895 wurde er Dozent für Zoologie an der Universität Stockholm. Im Sommer des folgenden Jahres nahm er an einer Expedition nach Finnmark zur Beobachtung der totalen Sonnenfinsternis am 9. August teil.
Als die von Otto Nordenskjöld geleitete Schwedische Antarktisexpedition im Frühjahr 1903 nicht wie geplant zurückkehrte, beschloss der schwedische Reichstag, eine Hilfsexpedition auszusenden. Unter dem Kommando seines Schwagers Olof Gyldén fuhr Klinckowström auf dem in Norwegen gecharterten Walfänger Frithjof über Buenos Aires und Punta Arenas nach Ushuaia und erreichte Anfang Dezember Nordenskjölds verlassene Station auf Snow Hill Island. Der argentinische Kapitän Julián Irizar (1869–1935) hatte die Expeditionsmitglieder aber bereits einen Monat zuvor mit der Korvette Uruguay gerettet. Klinckowström nutzte die Gelegenheit zum Studium der Pinguine.
1904 verlor Klinckowström seine Dozentenstelle und zog sich auf sein Landgut Stafsund zurück, wo er seine zoologischen Studien als Privatgelehrter fortsetzte. Er nahm eine rege Reisetätigkeit als Sammler für das Naturhistorische Reichsmuseum (Naturhistoriska riksmuseet) auf und besuchte unter anderem 1908 Lappland, 1909–1911 Island, 1911 Jan Mayen, 1913 Grönland und 1915 die Färöer. Als Anerkennung verlieh ihm die Königlich Schwedische Akademie der Wissenschaften die Johan-August-Wahlberg-Medaille.
Neben seiner wissenschaftlichen Arbeit betätigte Klinckowström sich als Schriftsteller. In seinem ersten Buch – es erschien 1891 – schilderte er seine Erlebnisse während der Spitzbergenexpedition. Auch seine späteren Fahrten lieferten ihm Stoff für populäre Reiseberichte. In den 1890er Jahren veröffentlichte er Gedichtsammlungen, die zum Teil heftig kritisiert wurden. Erfolgreicher war er 1899 mit dem Libretto der Oper Waldemarsskatten von Andreas Hallén und 1906 mit dem Jagdepos Örnsjötjuren. Sein Versdrama Olof Trätälja wurde 1908 von der Schwedischen Akademie mit der Goldmedaille ausgezeichnet. Ab 1920 schrieb er Abenteuerromane, mit denen er – im Gegensatz zu seinen früheren Werken – auch wirtschaftlichen Erfolg hatte. Diesen konnte Klinckowström mit seinen Memoiren fortsetzen, die 1933 bis 1935 in vier Bänden erschienen.
Klinckowström starb 1936 auf seinem Landgut Stafsund. Er liegt auf dem Friedhof in Ekerö. Er ist Namensgeber des Klinckowströmfjords, des östlichen Arms des Raudfjords im Norden Spitzbergens.

## Familiäres
Axel Klinckowström heiratete am 4. Mai 1896 Sigrid Maria Thyra Gyldén (1874–1960), die Tochter des Astronomen Hugo Gyldén. Ihre Kinder waren der Maler Harald Klinckowström (1897–1973), die Schriftstellerinnen Thora Dardel (1899–1995) und Linde Klinckowström-von Rosen (1902–2000).

## Schriften (Auswahl)

### Wissenschaftliche Publikationen
- Beiträge zur Kenntniss des Parietalauges. In: Zoologische Jahrbücher der Abtheilung für Anatomie und Ontogenie der Thiere. Band 7, 1894, S. 249–280.
- Zur Anatomie der Pipa americana. In: Zoologische Jahrbücher der Abtheilung für Anatomie und Ontogenie der Thiere. Band 7, 1894.
  - I. Integument. S. 609–628.
  - III. Gefäßsystem und subcutane Lymphsäcke. S. 647–666.
- Zur Anatomie der Edentaten. Inaugural-Dissertation, Würzburg 1895. In: Zoologische Jahrbücher der Abtheilung für Anatomie und Ontogenie der Thiere. Band 8, 1895.
  - I. Beiträge zur Anatomie des Magens der Edentaten. S. 481–499.
  - II. Beiträge zur vergleichenden Anatomie der Geschlechtsorgane der Edentaten. S. 500–519.
- Beiträge zur Kenntnis der Eireifung und Befruchtung bei Prostheceracus vittatus. In: Archiv für mikroskopische Anatomie, Band 48, 1897.
- Zur Morphologie der Plagiocystia verrucosa III: Ein Beitrag zur Kenntnis der Sporitbildung der sporascoten Bakterien. In: Arkiv för botanik, Band 24 A, Nr. 10.

### Literarische Werke
- Frödis. Dramatisches Gedicht in 2 Akten, 1898, online.
- Waldemarskatten. Libretto der romantischen Oper in vier Akten, 1898.
- Olof Trätälja. Trauerspiel in fünf Akten und Prolog, 1908, online.
- Den hemlighetsfulla fotbollen. Abenteuerroman, 1920.
- Giftskatten. Abenteuerroman, 1921 (deutsche Übersetzung durch Elise von Kraatz: Der Giftschatz, 1924).
- Damen med djävulshuvudena. Abenteuerroman, 1921.
- Dollarfurstinnans jakt. Abenteuerroman, 1922.
- Filmstjärnans arv. Abenteuerroman, 1922.
- Guldsaxen. Abenteuerroman, 1926.

### Reiseberichte
- Tre månaders dag. 1890.
- Bland vulkaner och fågelberg. 1911.
- Med tyskar och engelsmän till Jan-Mayen. 1914.

### Memoiren
- Klinckans minnen, Memoiren, 2 Bände, 1933–1934.
- Klinckan berättar om böcker och vänner, Memoiren, 2 Bände, 1934–1935.